# Haimbachia quiriguella
Haimbachia quiriguella é uma espécie de mariposa pertencente à família Crambidae. Foi descrita pela primeira vez por Schaus em 1922. Pode-se encontrar na Guatemala.